# Campeonato da Europa de Atletismo de 2022 - Decatlo masculino
A prova do decatlo masclino do Campeonato da Europa de Atletismo de 2022 foi disputada nos dias  15 e 16 de agosto de 2022, no Estádio Olímpico de Munique, em Munique na Alemanha.

## Recordes
Antes desta competição, os recordes mundiais e do campeonato nesta prova eram os seguintes:
|                       | Nome           | Nacionalidade | Pontos | Local     | Data                   |
| --------------------- | -------------- | ------------- | ------ | --------- | ---------------------- |
| Recorde mundial       | Kevin Mayer    | França        | 9126   | Talence   | 16 de setembro de 2018 |
| Recorde europeu       | Kevin Mayer    | França        | 9126   | Talence   | 16 de setembro de 2018 |
| Recorde do campeonato | Daley Thompson | Reino Unido   | 8811   | Estugarda | 28 de agosto de 1986   |

## Medalhistas
| Ouro              | Prata               | Bronze              |
| Niklas Kaul (GER) | Simon Ehammer (SUI) | Janek Õiglane (EST) |

## Cronograma
Todos os horários são locais (UTC+2).
| Data         | Horário | Fase                     |
| ------------ | ------- | ------------------------ |
| 15 de agosto | 10:15   | 100 metros               |
| 15 de agosto | 10:50   | Salto em distância       |
| 15 de agosto | 12:40   | Arremesso de peso        |
| 15 de agosto | 18:30   | Salto em altura          |
| 15 de agosto | 21:15   | 400 metros               |
| 16 de agosto | 09:05   | 110 metros com barreiras |
| 16 de agosto | 09:50   | Lançamento de disco      |
| 16 de agosto | 11:30   | Salto com vara           |
| 16 de agosto | 18:30   | Lançamento de dardo      |
| 16 de agosto | 21:35   | 1500 metros              |

## Resultados

### 100 metros
A prova foi realizada no dia 15 de agosto às 10:05.
| Posição | Bateria | Atleta             | Nacionalidade | Tempo | Notas                | Pontos |
| ------- | ------- | ------------------ | ------------- | ----- | -------------------- | ------ |
| 1       | 3       | Simon Ehammer      | Suíça         | 10.56 |                      | 961    |
| 2       | 3       | Rik Taam           | Países Baixos | 10.76 |                      | 915    |
| 3       | 3       | Dario Dester       | Itália        | 10.81 |                      | 903    |
| 4       | 3       | Sven Roosen        | Países Baixos | 10.83 | Recorde da temporada | 899    |
| 5       | 3       | Baptiste Thiery    | França        | 10.87 |                      | 890    |
| 6       | 1       | Martin Roe         | Noruega       | 10.94 | Recorde da temporada | 874    |
| 7       | 3       | Sander Skotheim    | Noruega       | 10.98 |                      | 865    |
| 8       | 2       | Janek Õiglane      | Estónia       | 11.01 |                      | 858    |
| 9       | 2       | Paweł Wiesiołek    | Polónia       | 11.07 |                      | 845    |
| 10      | 2       | Jiří Sýkora        | Chéquia       | 11.09 | Recorde da temporada | 841    |
| 11      | 1       | Adam Helcelet      | Chéquia       | 11.13 | Recorde da temporada | 832    |
| 12      | 2       | Kai Kazmirek       | Alemanha      | 11.15 |                      | 827    |
| 13      | 1       | Niklas Kaul        | Alemanha      | 11.16 | Recorde pessoal      | 825    |
| 14      | 2       | Fredrik Samuelsson | Suécia        | 11.17 |                      | 823    |
| 15      | 2       | Arthur Abele       | Alemanha      | 11.24 |                      | 808    |
| 16      | 1       | Karel Tilga        | Estónia       | 11.27 | Recorde da temporada | 801    |
| 17      | 2       | Maicel Uibo        | Estónia       | 11.30 |                      | 795    |
| 18      | 1       | Niels Pittomvils   | Bélgica       | 11.32 | Recorde da temporada | 791    |
| 19      | 1       | Marcus Nilsson     | Suécia        | 11.39 | Recorde da temporada | 776    |
| 20      | 1       | Tim Nowak          | Alemanha      | 11.51 |                      | 750    |
| 21      | 3       | Kevin Mayer        | França        | 11.67 |                      | 717    |

### Salto em distância
A prova foi realizada no dia 15 de agosto às 10:50.
| Posição | Grupo | Atleta             | Nacionalidade | #1   | #2   | #3   | Resultado | Notas                | Pontos | Total |
| ------- | ----- | ------------------ | ------------- | ---- | ---- | ---- | --------- | -------------------- | ------ | ----- |
| 1       | B     | Simon Ehammer      | Suíça         | 7.89 | 8.31 | 8.27 | 8.31      | CB                   | 1141   | 2102  |
| 2       | B     | Sander Skotheim    | Noruega       | 7.56 | 7.37 | 7.00 | 7.56      |                      | 950    | 1815  |
| 3       | B     | Dario Dester       | Itália        | 7.22 | 7.46 | 7.35 | 7.46      |                      | 925    | 1828  |
| 4       | B     | Paweł Wiesiołek    | Polónia       | 7.15 | x    | 7.45 | 7.45      | Recorde da temporada | 922    | 1767  |
| 5       | A     | Rik Taam           | Países Baixos | 6.86 | 7.29 | –    | 7.29      | Recorde da temporada | 883    | 1798  |
| 6       | A     | Adam Helcelet      | Chéquia       | 7.28 | 7.13 | 7.28 | 7.28      | Recorde da temporada | 881    | 1713  |
| 7       | A     | Karel Tilga        | Estónia       | 7.28 | x    | x    | 7.28      | Recorde da temporada | 881    | 1682  |
| 8       | B     | Janek Õiglane      | Estónia       | 7.26 | 7.27 | x    | 7.27      | Recorde da temporada | 878    | 1736  |
| 9       | B     | Kai Kazmirek       | Alemanha      | 7.25 | x    | 7.11 | 7.25      |                      | 874    | 1701  |
| 10      | B     | Maicel Uibo        | Estónia       | x    | 7.23 | 7.13 | 7.23      |                      | 869    | 1664  |
| 11      | A     | Martin Roe         | Noruega       | 7.21 | x    | 7.21 | 7.21      | Recorde da temporada | 864    | 1738  |
| 12      | B     | Sven Roosen        | Países Baixos | 6.83 | 6.99 | 7.14 | 7.14      |                      | 847    | 1746  |
| 13      | B     | Niklas Kaul        | Alemanha      | 6.98 | 7.10 | 7.06 | 7.10      |                      | 838    | 1663  |
| 14      | A     | Niels Pittomvils   | Bélgica       | 6.34 | x    | 7.10 | 7.10      | Recorde da temporada | 838    | 1629  |
| 15      | A     | Arthur Abele       | Alemanha      | 7.01 | x    | x    | 7.01      |                      | 816    | 1624  |
| 16      | A     | Marcus Nilsson     | Suécia        | 7.00 | 6.87 | x    | 7.00      | Recorde da temporada | 814    | 1590  |
| 17      | A     | Tim Nowak          | Alemanha      | 6.97 | 6.85 | x    | 6.97      |                      | 807    | 1557  |
| 18      | A     | Baptiste Thiery    | França        | 6.94 | 6.87 | 6.75 | 6.94      |                      | 799    | 1689  |
| 19      | B     | Jiří Sýkora        | Chéquia       | 6.92 | 6.77 | 6.73 | 6.92      |                      | 795    | 1636  |
| 20      | A     | Fredrik Samuelsson | Suécia        | x    | 6.91 | x    | 6.91      |                      | 792    | 1615  |
| 21      | B     | Kevin Mayer        | França        | DNS  | DNS  | DNS  | DNS       | DNS                  | DNS    | DNS   |

### Arremesso de peso
A prova foi realizada no dia 15 de agosto às 12:40.
| Posição | Grupo | Atleta             | Nacionalidade | #1    | #2    | #3    | Resultado | Notas                | Pontos | Total |
| ------- | ----- | ------------------ | ------------- | ----- | ----- | ----- | --------- | -------------------- | ------ | ----- |
| 1       | B     | Marcus Nilsson     | Suécia        | 14.93 | x     | 15.69 | 15.69     | Recorde da temporada | 832    | 2422  |
| 2       | B     | Adam Helcelet      | Chéquia       | 15.00 | 15.27 | 15.30 | 15.30     |                      | 808    | 2521  |
| 3       | B     | Niels Pittomvils   | Bélgica       | x     | 14.64 | 15.25 | 15.25     |                      | 805    | 2434  |
| 4       | B     | Karel Tilga        | Estónia       | 15.21 | 15.05 | 15.14 | 15.21     | Recorde da temporada | 803    | 2485  |
| 5       | B     | Paweł Wiesiołek    | Polónia       | 15.11 | x     | x     | 15.11     | Recorde da temporada | 796    | 2563  |
| 6       | B     | Arthur Abele       | Alemanha      | x     | x     | 15.06 | 15.06     | Recorde da temporada | 793    | 2417  |
| 7       | A     | Niklas Kaul        | Alemanha      | 14.13 | 14.26 | 14.90 | 14.90     | Recorde da temporada | 784    | 2447  |
| 8       | B     | Janek Õiglane      | Estónia       | 14.82 | 14.49 | x     | 14.82     |                      | 779    | 2515  |
| 9       | A     | Martin Roe         | Noruega       | 14.77 | x     | 14.68 | 14.77     | Recorde da temporada | 776    | 2514  |
| 10      | A     | Dario Dester       | Itália        | 14.05 | 13.75 | 14.56 | 14.56     | Recorde pessoal      | 763    | 2591  |
| 11      | B     | Maicel Uibo        | Estónia       | 13.67 | 14.55 | x     | 14.55     |                      | 762    | 2426  |
| 12      | B     | Tim Nowak          | Alemanha      | 14.27 | 14.14 | x     | 14.27     |                      | 745    | 2302  |
| 13      | A     | Simon Ehammer      | Suíça         | 14.24 | 14.08 | 13.96 | 14.24     |                      | 743    | 2845  |
| 14      | A     | Fredrik Samuelsson | Suécia        | 14.18 | 13.95 | x     | 14.18     | Recorde da temporada | 739    | 2354  |
| 15      | A     | Sven Roosen        | Países Baixos | 13.95 | 14.13 | x     | 14.13     |                      | 736    | 2482  |
| 16      | A     | Kai Kazmirek       | Alemanha      | 14.09 | x     | x     | 14.09     |                      | 734    | 2435  |
| 17      | A     | Rik Taam           | Países Baixos | 13.66 | 13.67 | 13.97 | 13.97     | Recorde da temporada | 727    | 2525  |
| 18      | A     | Sander Skotheim    | Noruega       | 13.65 | 13.57 | x     | 13.65     |                      | 707    | 2522  |
| 19      | A     | Baptiste Thiery    | França        | 12.43 | 12.95 | 12.71 | 12.95     | Recorde pessoal      | 664    | 2353  |
| 20      | B     | Jiří Sýkora        | Chéquia       | x     | x     | x     | NM        |                      | 0      | 1636  |
| 21      | B     | Kevin Mayer        | França        | DNS   | DNS   | DNS   | DNS       | DNS                  | DNS    | DNS   |

### Salto em altura
A prova foi realizada no dia 15 de agosto às 18:30.
| Posição | Grupo | Atleta             | Nacionalidade | 1.75 | 1.78 | 1.81 | 1.84 | 1.87 | 1.90 | 1.93 | 1.96 | 1.99 | 2.02 | 2.05 | 2.08 | 2.11 | 2.14 | Resultado | Pontos | Notas                | Total |
| ------- | ----- | ------------------ | ------------- | ---- | ---- | ---- | ---- | ---- | ---- | ---- | ---- | ---- | ---- | ---- | ---- | ---- | ---- | --------- | ------ | -------------------- | ----- |
| 1       | A     | Sander Skotheim    | Noruega       | –    | –    | –    | –    | –    | –    | –    | xo   | –    | o    | –    | xxo  | xo   | xxx  | 2.11      | 906    |                      | 3428  |
| 2       | A     | Simon Ehammer      | Suíça         | –    | –    | –    | –    | –    | –    | o    | o    | o    | o    | xo   | xo   | xxx  |      | 2.08      | 878    | Recorde pessoal      | 3723  |
| 2       | A     | Maicel Uibo        | Estónia       | –    | –    | –    | –    | –    | –    | –    | o    | –    | o    | xo   | xo   | xxx  |      | 2.08      | 878    |                      | 3304  |
| 4       | A     | Tim Nowak          | Alemanha      | –    | –    | –    | –    | –    | –    | –    | o    | o    | xo   | xo   | xo   | xxx  |      | 2.08      | 878    | Recorde pessoal      | 3180  |
| 5       | A     | Niklas Kaul        | Alemanha      | –    | –    | –    | –    | –    | –    | o    | o    | o    | o    | xxr  |      |      |      | 2.02      | 822    |                      | 3269  |
| 5       | A     | Kai Kazmirek       | Alemanha      | –    | –    | –    | –    | –    | –    | o    | o    | o    | o    | xxx  |      |      |      | 2.02      | 822    |                      | 3257  |
| 7       | B     | Niels Pittomvils   | Bélgica       | –    | –    | –    | –    | o    | –    | o    | o    | xxo  | o    | xxx  |      |      |      | 2.02      | 822    | Recorde da temporada | 3256  |
| 8       | A     | Janek Õiglane      | Estónia       | –    | –    | –    | –    | –    | o    | –    | o    | xxo  | o    | xxx  |      |      |      | 2.02      | 822    |                      | 3337  |
| 9       | B     | Paweł Wiesiołek    | Polónia       | –    | –    | o    | –    | xo   | o    | o    | o    | xo   | xo   | xxx  |      |      |      | 2.02      | 822    | Recorde da temporada | 3385  |
| 10      | A     | Dario Dester       | Itália        | –    | –    | o    | –    | xo   | xxo  | o    | o    | xxo  | xxo  | xxx  |      |      |      | 2.02      | 822    | Recorde da temporada | 3413  |
| 11      | A     | Marcus Nilsson     | Suécia        | –    | –    | –    | –    | o    | –    | o    | o    | o    | xxx  |      |      |      |      | 1.99      | 794    | Recorde da temporada | 3216  |
| 12      | A     | Adam Helcelet      | Chéquia       | –    | –    | –    | –    | –    | o    | o    | o    | xo   | xxx  |      |      |      |      | 1.99      | 794    |                      | 3315  |
| 13      | A     | Karel Tilga        | Estónia       | –    | –    | –    | –    | –    | –    | o    | xo   | xxx  |      |      |      |      |      | 1.96      | 767    | Recorde da temporada | 3252  |
| 14      | B     | Fredrik Samuelsson | Suécia        | –    | –    | –    | –    | o    | –    | o    | o    | xxx  |      |      |      |      |      | 1.96      | 767    | =                    | 3121  |
| 15      | B     | Rik Taam           | Países Baixos | –    | –    | –    | –    | o    | o    | xxo  | r    |      |      |      |      |      |      | 1.93      | 740    |                      | 3265  |
| 16      | B     | Baptiste Thiery    | França        | o    | o    | xo   | o    | o    | xxo  | xxx  |      |      |      |      |      |      |      | 1.90      | 714    |                      | 3067  |
| 17      | B     | Martin Roe         | Noruega       | –    | –    | o    | o    | o    | xxx  |      |      |      |      |      |      |      |      | 1.87      | 687    | Recorde da temporada | 3201  |
| 18      | B     | Sven Roosen        | Países Baixos | –    | o    | xo   | xxo  | xxx  |      |      |      |      |      |      |      |      |      | 1.84      | 661    |                      | 3143  |
| 19      | B     | Arthur Abele       | Alemanha      | o    | o    | o    | xxx  |      |      |      |      |      |      |      |      |      |      | 1.81      | 636    |                      | 3053  |

### 400 metros
A prova foi realizada no dia 15 de agosto às 21:15.
| Posição | Bateria | Atleta             | Nacionalidade | Tempo | Notas                | Pontos | Total |
| ------- | ------- | ------------------ | ------------- | ----- | -------------------- | ------ | ----- |
| 1       | 3       | Simon Ehammer      | Suíça         | 47.40 | Recorde da temporada | 938    | 4661  |
| 2       | 3       | Rik Taam           | Países Baixos | 47.61 |                      | 928    | 4193  |
| 3       | 3       | Baptiste Thiery    | França        | 47.66 |                      | 926    | 3993  |
| 4       | 3       | Sven Roosen        | Países Baixos | 47.69 | Recorde da temporada | 924    | 4067  |
| 5       | 3       | Niklas Kaul        | Alemanha      | 47.87 | Recorde pessoal      | 915    | 4184  |
| 6       | 3       | Dario Dester       | Itália        | 47.90 |                      | 914    | 4327  |
| 7       | 3       | Kai Kazmirek       | Alemanha      | 48.24 | Recorde da temporada | 898    | 4155  |
| 8       | 2       | Sander Skotheim    | Noruega       | 48.27 | Recorde pessoal      | 896    | 4324  |
| 9       | 2       | Janek Õiglane      | Estónia       | 48.80 | Recorde pessoal      | 871    | 4208  |
| 10      | 1       | Marcus Nilsson     | Suécia        | 49.77 | Recorde da temporada | 825    | 4041  |
| 11      | 1       | Paweł Wiesiołek    | Polónia       | 49.88 | Recorde da temporada | 820    | 4205  |
| 12      | 1       | Adam Helcelet      | Chéquia       | 50.16 | Recorde da temporada | 807    | 4122  |
| 13      | 1       | Maicel Uibo        | Estónia       | 50.21 | Recorde da temporada | 805    | 4109  |
| 14      | 1       | Arthur Abele       | Alemanha      | 50.37 |                      | 798    | 3851  |
| 15      | 1       | Karel Tilga        | Estónia       | 50.66 | Recorde da temporada | 784    | 4036  |
| 16      | 2       | Fredrik Samuelsson | Suécia        | 50.70 |                      | 783    | 3904  |
| 17      | 1       | Martin Roe         | Noruega       | 50.83 | Recorde da temporada | 777    | 3978  |
| 18      | 1       | Niels Pittomvils   | Bélgica       | 51.09 | Recorde da temporada | 765    | 4021  |
| 19      | 2       | Tim Nowak          | Alemanha      | DNS   | DNS                  | DNS    | DNS   |

### 110 metros com barreiras
A prova foi realizada no dia 16 de agosto às 09:05.
| Posição | Bateria | Atleta             | Nacionalidade | Tempo | Notas                | Pontos | Total |
| ------- | ------- | ------------------ | ------------- | ----- | -------------------- | ------ | ----- |
| 1       | 3       | Simon Ehammer      | Suíça         | 13.75 |                      | 1007   | 5668  |
| 2       | 1       | Adam Helcelet      | Chéquia       | 14.36 | Recorde da temporada | 929    | 5051  |
| 3       | 3       | Janek Õiglane      | Estónia       | 14.39 |                      | 925    | 5133  |
| 4       | 2       | Kai Kazmirek       | Alemanha      | 14.42 |                      | 921    | 5076  |
| 5       | 3       | Dario Dester       | Itália        | 14.44 |                      | 918    | 5245  |
| 6       | 3       | Niklas Kaul        | Alemanha      | 14.45 |                      | 917    | 5101  |
| 7       | 3       | Sven Roosen        | Países Baixos | 14.45 |                      | 917    | 4984  |
| 8       | 4       | Arthur Abele       | Alemanha      | 14.50 |                      | 911    | 4762  |
| 9       | 2       | Maicel Uibo        | Estónia       | 14.79 |                      | 875    | 4984  |
| 10      | 2       | Niels Pittomvils   | Bélgica       | 14.81 | Recorde da temporada | 873    | 4894  |
| 11      | 1       | Fredrik Samuelsson | Suécia        | 14.83 | Recorde da temporada | 870    | 4774  |
| 12      | 2       | Marcus Nilsson     | Suécia        | 14.88 |                      | 864    | 4905  |
| 13      | 1       | Baptiste Thiery    | França        | 15.10 |                      | 837    | 4830  |
| 14      | 1       | Karel Tilga        | Estónia       | 15.16 | Recorde da temporada | 830    | 4866  |
| 15      | 1       | Paweł Wiesiołek    | Polónia       | 15.32 | Recorde da temporada | 811    | 5016  |
| 16      | 2       | Sander Skotheim    | Noruega       | 15.64 |                      | 774    | 5098  |
| 17      | 1       | Martin Roe         | Noruega       | 16.19 | Recorde da temporada | 711    | 4689  |
| 18      | 2       | Rik Taam           | Países Baixos | DNS   | DNS                  | DNS    | DNS   |

### Lançamento de disco
A prova foi realizada no dia 16 de agosto às 09:50.
| Posição | Grupo | Atleta             | Nacionalidade | #1    | #2    | #3    | Resultado | Notas                | Pontos | Total |
| ------- | ----- | ------------------ | ------------- | ----- | ----- | ----- | --------- | -------------------- | ------ | ----- |
| 1       | B     | Karel Tilga        | Estónia       | 47.28 | 49.91 | x     | 49.91     |                      | 869    | 5735  |
| 2       | B     | Martin Roe         | Noruega       | 46.87 | x     | 47.46 | 47.46     | Recorde da temporada | 818    | 5507  |
| 3       | A     | Niels Pittomvils   | Bélgica       | 42.16 | 44.97 | 46.77 | 46.77     | Recorde da temporada | 803    | 5697  |
| 4       | A     | Maicel Uibo        | Estónia       | 45.39 | 46.29 | 46.59 | 46.59     |                      | 800    | 5784  |
| 5       | A     | Marcus Nilsson     | Suécia        | 44.55 | 46.06 | 45.01 | 46.06     |                      | 789    | 5694  |
| 6       | A     | Kai Kazmirek       | Alemanha      | 43.94 | 43.95 | 45.18 | 45.18     |                      | 771    | 5874  |
| 7       | B     | Sander Skotheim    | Noruega       | 42.98 | 44.13 | x     | 44.13     |                      | 749    | 5847  |
| 8       | B     | Adam Helcelet      | Chéquia       | 40.26 | 43.44 | x     | 43.44     |                      | 735    | 5786  |
| 9       | B     | Dario Dester       | Itália        | 40.95 | x     | 43.04 | 43.04     | Recorde pessoal      | 727    | 5972  |
| 10      | B     | Paweł Wiesiołek    | Polónia       | 40.35 | 42.84 | x     | 42.84     | Recorde da temporada | 722    | 5748  |
| 11      | B     | Arthur Abele       | Alemanha      | x     | 42.38 | x     | 42.38     |                      | 713    | 4564  |
| 12      | A     | Janek Õiglane      | Estónia       | 41.97 | 39.79 | x     | 41.97     |                      | 705    | 5838  |
| 13      | A     | Baptiste Thiery    | França        | 39.98 | x     | 41.93 | 41.93     |                      | 704    | 5534  |
| 14      | B     | Niklas Kaul        | Alemanha      | 39.63 | 40.66 | 41.80 | 41.80     |                      | 701    | 5802  |
| 15      | B     | Fredrik Samuelsson | Suécia        | 36.11 | 40.44 | 41.38 | 41.38     |                      | 693    | 5467  |
| 16      | B     | Sven Roosen        | Países Baixos | x     | x     | 38.40 | 38.40     |                      | 632    | 5616  |
| 17      | A     | Simon Ehammer      | Suíça         | 31.96 | x     | 34.92 | 34.92     |                      | 562    | 6230  |

### Salto com vara
A prova foi realizada no dia 16 de agosto às 11:30.
| Posição | Grupo | Atleta             | Nacionalidade | 4.30 | 4.40 | 4.50 | 4.60 | 4.70 | 4.80 | 4.90 | 5.00 | 5.10 | 5.20 | 5.30 | 5.40 | 5.50 | Resultado | Pontos | Notas                | Total |
| ------- | ----- | ------------------ | ------------- | ---- | ---- | ---- | ---- | ---- | ---- | ---- | ---- | ---- | ---- | ---- | ---- | ---- | --------- | ------ | -------------------- | ----- |
| 1       | A     | Baptiste Thiery    | França        | –    | –    | –    | –    | –    | –    | –    | –    | –    | o    | –    | o    | xxx  | 5.40      | 1035   |                      | 6569  |
| 2       | A     | Maicel Uibo        | Estónia       | –    | –    | –    | –    | –    | o    | –    | o    | o    | o    | o    | xxx  |      | 5.30      | 1004   | =                    | 6788  |
| 3       | A     | Simon Ehammer      | Suíça         | –    | –    | –    | –    | o    | –    | o    | o    | o    | xo   | xxx  |      |      | 5.20      | 972    | Recorde pessoal      | 7202  |
| 4       | A     | Marcus Nilsson     | Suécia        | –    | –    | –    | –    |      | o    | –    | xo   | xxo  | xo   | xxx  |      |      | 5.20      | 972    | Recorde pessoal      | 6666  |
| 5       | A     | Janek Õiglane      | Estónia       | –    | –    | –    | –    | o    | –    | o    | o    | o    | xxx  |      |      |      | 5.10      | 941    |                      | 6779  |
| 6       | B     | Sander Skotheim    | Noruega       | –    | o    | –    | o    | o    | o    | xo   | o    | xxx  |      |      |      |      | 5.00      | 910    | Recorde da temporada | 6757  |
| 7       | A     | Kai Kazmirek       | Alemanha      | –    | –    | –    | –    | o    | –    | o    | xo   | xxx  |      |      |      |      | 5.00      | 910    | =                    | 6757  |
| 8       | B     | Niklas Kaul        | Alemanha      | –    | –    | –    | –    | xo   | o    | o    | xxx  |      |      |      |      |      | 4.90      | 880    | =                    | 6682  |
| 9       | B     | Dario Dester       | Itália        | –    | –    | –    | o    | –    | xxo  | xxo  | xxx  |      |      |      |      |      | 4.90      | 880    | =                    | 6852  |
| 10      | B     | Fredrik Samuelsson | Suécia        | –    | –    | o    | –    | o    | o    | xxx  |      |      |      |      |      |      | 4.80      | 849    |                      | 6316  |
| 10      | B     | Paweł Wiesiołek    | Polónia       | –    | –    | o    | –    | o    | o    | xxx  |      |      |      |      |      |      | 4.80      | 849    | Recorde da temporada | 6587  |
| 12      | B     | Sven Roosen        | Países Baixos | o    | o    | xxo  | xxo  | xxo  | o    | xr   |      |      |      |      |      |      | 4.80      | 849    | Recorde pessoal      | 6465  |
| 13      | A     | Niels Pittomvils   | Bélgica       | –    | –    | –    | –    | xo   | –    | xxx  |      |      |      |      |      |      | 4.70      | 819    |                      | 6516  |
| 14      | B     | Martin Roe         | Noruega       | –    | –    | o    | o    | xxx  |      |      |      |      |      |      |      |      | 4.60      | 790    | Recorde da temporada | 6297  |
| 15      | B     | Adam Helcelet      | Chéquia       | –    | o    | –    | xo   | xxx  |      |      |      |      |      |      |      |      | 4.60      | 790    | Recorde da temporada | 6576  |
| 16      | B     | Arthur Abele       | Alemanha      | xo   | o    | xxo  | xxx  |      |      |      |      |      |      |      |      |      | 4.50      | 760    | Recorde da temporada | 6235  |
| 17      | B     | Karel Tilga        | Estónia       | –    | –    | xxx  |      |      |      |      |      |      |      |      |      |      | NM        | 0      |                      | 5735  |

### Lançamento de dardo
A prova foi realizada no dia 16 de agosto às 18:30.
| Posição | Grupo | Atleta             | Nacionalidade | #1    | #2    | #3    | Resultado | Notas                | Pontos | Total |
| ------- | ----- | ------------------ | ------------- | ----- | ----- | ----- | --------- | -------------------- | ------ | ----- |
| 1       | B     | Niklas Kaul        | Alemanha      | 70.98 | x     | 76.05 | 76.05     | CB                   | 982    | 7664  |
| 2       | B     | Janek Õiglane      | Estónia       | 67.17 | 66.76 | 70.94 | 70.94     |                      | 904    | 7683  |
| 3       | B     | Marcus Nilsson     | Suécia        | 60.48 | 56.93 | 66.69 | 66.69     | Recorde pessoal      | 839    | 7505  |
| 4       | B     | Fredrik Samuelsson | Suécia        | 60.57 | 63.53 | x     | 63.53     | Recorde da temporada | 791    | 7107  |
| 5       | A     | Adam Helcelet      | Chéquia       | 60.59 | 63.44 | 60.91 | 63.44     | Recorde da temporada | 790    | 7366  |
| 6       | A     | Martin Roe         | Noruega       | 59.40 | 56.04 | 63.26 | 63.26     | Recorde da temporada | 787    | 7084  |
| 7       | B     | Maicel Uibo        | Estónia       | 62.74 | x     | x     | 62.74     |                      | 779    | 7567  |
| 8       | B     | Kai Kazmirek       | Alemanha      | 60.08 | 58.97 | 61.23 | 61.23     |                      | 756    | 7513  |
| 9       | A     | Arthur Abele       | Alemanha      | 58.82 | 57.52 | 60.98 | 60.98     | Recorde da temporada | 753    | 6988  |
| 10      | A     | Sven Roosen        | Países Baixos | 59.74 | 58.36 | 58.02 | 59.74     |                      | 734    | 7199  |
| 11      | A     | Dario Dester       | Itália        | 57.24 | 54.85 | 56.39 | 57.24     | Recorde pessoal      | 696    | 7548  |
| 12      | B     | Sander Skotheim    | Noruega       | 55.72 | 56.48 | x     | 56.48     |                      | 685    | 7442  |
| 13      | B     | Niels Pittomvils   | Bélgica       | x     | x     | 56.30 | 56.30     | Recorde da temporada | 682    | 7198  |
| 14      | A     | Baptiste Thiery    | França        | 52.84 | 55.07 | 54.24 | 55.07     | Recorde pessoal      | 664    | 7233  |
| 15      | A     | Simon Ehammer      | Suíça         | 53.46 | 52.89 | x     | 53.46     |                      | 640    | 7842  |
| 16      | A     | Paweł Wiesiołek    | Polónia       | DNS   | DNS   | DNS   | DNS       | DNS                  | DNS    | DNS   |

### 1500 metros
A prova foi realizada no dia 16 de agosto às 21:35.
| Posição | Atleta             | Nacionalidade | Tempo   | Notas                | Pontos | Total |
| ------- | ------------------ | ------------- | ------- | -------------------- | ------ | ----- |
| 1       | Niklas Kaul        | Alemanha      | 4:10.04 | Recorde pessoal      | 881    | 8545  |
| 2       | Baptiste Thiery    | França        | 4:18.13 | Recorde da temporada | 824    | 8057  |
| 3       | Sven Roosen        | Países Baixos | 4:18.43 | Recorde pessoal      | 822    | 8021  |
| 4       | Marcus Nilsson     | Suécia        | 4:18.51 | Recorde da temporada | 822    | 8327  |
| 5       | Sander Skotheim    | Noruega       | 4:26.38 | Recorde pessoal      | 769    | 8211  |
| 6       | Arthur Abele       | Alemanha      | 4:40.94 | Recorde da temporada | 674    | 7662  |
| 7       | Dario Dester       | Itália        | 4:41.63 |                      | 670    | 8218  |
| 8       | Martin Roe         | Noruega       | 4:41.72 | Recorde da temporada | 670    | 7754  |
| 9       | Maicel Uibo        | Estónia       | 4:42.18 |                      | 667    | 8234  |
| 10      | Niels Pittomvils   | Bélgica       | 4:42.62 | Recorde da temporada | 664    | 7862  |
| 11      | Janek Õiglane      | Estónia       | 4:42.78 |                      | 663    | 8346  |
| 12      | Fredrik Samuelsson | Suécia        | 4:44.94 | Recorde da temporada | 650    | 7757  |
| 13      | Kai Kazmirek       | Alemanha      | 4:46.82 |                      | 638    | 8151  |
| 14      | Adam Helcelet      | Chéquia       | 4:47.48 | Recorde da temporada | 634    | 8000  |
| 15      | Simon Ehammer      | Suíça         | 4:48.72 | Recorde da temporada | 626    | 8468  |

## Resultado final
O resultado final foi publicado.
| Posição           | Atleta             | Nacionalidade | Pontos | Notas                |
| ----------------- | ------------------ | ------------- | ------ | -------------------- |
| Medalha de ouro   | Niklas Kaul        | Alemanha      | 8545   | Recorde da temporada |
| Medalha de prata  | Simon Ehammer      | Suíça         | 8468   | Recorde nacional     |
| Medalha de bronze | Janek Õiglane      | Estónia       | 8346   |                      |
| 4                 | Marcus Nilsson     | Suécia        | 8327   | Recorde pessoal      |
| 5                 | Maicel Uibo        | Estónia       | 8234   |                      |
| 6                 | Dario Dester       | Itália        | 8218   | Recorde nacional     |
| 7                 | Sander Skotheim    | Noruega       | 8211   |                      |
| 8                 | Kai Kazmirek       | Alemanha      | 8151   |                      |
| 9                 | Baptiste Thiery    | França        | 8057   | Recorde pessoal      |
| 10                | Sven Roosen        | Países Baixos | 8021   | Recorde da temporada |
| 11                | Adam Helcelet      | Chéquia       | 8000   | Recorde da temporada |
| 12                | Niels Pittomvils   | Bélgica       | 7862   | Recorde da temporada |
| 13                | Fredrik Samuelsson | Suécia        | 7757   |                      |
| 14                | Martin Roe         | Noruega       | 7754   | Recorde da temporada |
| 15                | Arthur Abele       | Alemanha      | 7662   | Recorde da temporada |
| 16                | Karel Tilga        | Estónia       | DNF    |                      |
| 17                | Paweł Wiesiołek    | Polónia       | DNF    |                      |
| 18                | Rik Taam           | Países Baixos | DNF    |                      |
| 19                | Tim Nowak          | Alemanha      | DNF    |                      |
| 20                | Jiří Sýkora        | Chéquia       | DNF    |                      |
| 21                | Kevin Mayer        | França        | DNF    |                      |

Legenda
| Recorde mundial       | Recorde mundial (World record)               |                       | Recorde africano                      | Recorde africano (African) |                                           | Q | Classificado por posição (Qualified) |
| Recorde do campeonato | Recorde do campeonato (Championship record)  | Recorde da América    | Recorde da América (Americas)         | q                          | Classificado por melhor tempo (Qualified) |   |                                      |
| Melhor marca do ano   | Melhor marca do ano (World leading)          | Recorde asiático      | Recorde asiático (Asian)              | DNS                        | Não largou (Did not start)                |   |                                      |
| Recorde nacional      | Recorde nacional (National record)           | Recorde europeu       | Recorde europeu (European)            | DNF                        | Não terminou (Did not finish)             |   |                                      |
| Recorde pessoal       | Recorde pessoal do atleta (Personal best)    | Recorde da Oceania    | Recorde da Oceania (Oceania)          | DSQ / DQ                   | Desclassificado (Disqualified)            |   |                                      |
| Recorde da temporada  | Recorde da temporada do atleta (Season best) | Recorde sul-americano | Recorde sul-americano (South America) | NM                         | Sem marca (No mark)                       |   |                                      |